# مايكل سيتزمان
مايكل سيتزمان (بالإنجليزية: Michael Seitzman)‏، (ولد عام 1977)، كاتب أمريكي، ومنتج ومخرج مشهور لعمله شمال المدينة.

## أعماله

### كاتب
- هنا على الأرض  [لغات أخرى]‏ (2000)
- شمال المدينة (2005)
- ذكاء (2013)
- كود بلاك (2015)
- كوانتيكو (2018)

### منتج
- ذكاء (2013)
- كود بلاك (2015)[3]
- كوانتيكو (2018)

## وصلات خارجية
- مايكل سيتزمان في قاعدة بيانات الأفلام على الإنترنت
- Michael Seitzman at هافينغتون بوست